# Barrage de Çokal
Le barrage de Çokal est un barrage en Turquie. Le barrage est situé à la limite des provinces de Çanakkale et de Tekirdağ. La rivière Kocadere issue du barrage se jette dans la mer Égée dans le district de Gelibolu de la province de Çanakkale à 17 km au sud-ouest du barrage. 

## Sources
- (tr) « Çokal Barajı », sur Agence gouvernementale turque des travaux hydrauliques (DSİ)